# Чепмен, Уильям
Уильям Чепмен (англ. William Chapman; 13 декабря, 1850, Нижняя Канада — 23 февраля, 1917, Оттава) — канадский поэт, переводчик, журналист, номинант Нобелевской премии по литературе 1904, 1910, 1912 и 1917 годов.

## Биография
Чепмен родился в Санкт-Франсуа-де-Бос, Квебек (сейчас Beauceville), и получил образование в колледже в Леви. Он изучал право, потом занимался коммерческой деятельностью, а затем поступил на госслужбу в провинции Квебек. Чепмен некоторое время работал в качестве журналиста в Квебеке и Монреале, но в 1902 году стал французским переводчиком Сената и переехал в Оттаву.

## Творчество
- Les Québécoises (1876)
- Mines d'or de la Beauce (1881)
- Guide et souvenir de la St-Jean-Baptiste (1884), Montréal
- Les Feuilles d'érable (1890)
- Le lauréat (1894)
- Les deux Copains (1894)
- Les aspirations : poésies canadiennes (1904) - награждён высшей премией Французской академии
- Les Rayons du Nord (1910), также награждён высшей премией Французской академии
- Les Fleurs de givre (1912)